# صنعت الکل
صنعت الکل، که توسط افراد طرفدار منع مسکرات با نام الکل بزرگ نیز شناخته می‌شود، صنعتی اقتصادی است که در تولید، پخش و فروش نوشیدنی‌های الکلی دخیل است. این صنعت در دهه ۱۹۹۰ به دلیل جلب توجه به مشکلات ناشی از مصرف الکل مورد انتقاد قرار گرفت. همچنین از صنعت الکل انتقاد شده‌است که در کاهیدن زیان‌های الکل نقشی نداشته‌است.